# Плучс, Казимир Петрович
Казими́р Петро́вич Плучс (5 ноября 1894 — 15 февраля 1975) — цирковой артист, белый клоун, псевдоним «Роланд». Заслуженный артист Латвийской ССР (1954).
Родился в Латвии в окрестностях города Двинска (ныне Даугавпилс), в семье батраков.

## Биография
- 1910 — Ученик в акробатической труппе Новелло.
- 1913 — Полноправный участник акробатической труппы «Римские гладиаторы» (с К. Сбышевским, позже с Я. Розенбергом).
- 1922 — Начинает выступать в качестве Белого клоуна (партнёр Юлиус Морус).
- 1924—1934 — В паре с комиком Эйженом.
- 1934—1957 Партнерами на разные периоды становятся — Коко, Анатолий Дубино, Савелий Крейн, Евгений Бирюков.
- 1957 завершает цирковую деятельность и уходит с манежа.
- 1963 В Риге в свет выходит написанная Роландом книга «Белый клоун»

Казимир Плучс до сих пор считается одним из лучших представителей циркового жанра «Белый клоун». За всю свою цирковую жизнь он участвовал в более, чем 130 клоунадах. А также написал несколько десятков клоунад и антре.

## Награды
15 октября 1954 года за большие заслуги в развитии циркового искусства Казими́ру Петро́вичу Плучсу было присвоено звание заслуженного артиста [Латвийской ССР.

## Фильмография
1955: «За витриной универмага», роль белого клоуна (в титрах нет).